# Florizel Medina Péreznieto
Florizel Medina Pereznieto (25 de octubre de 1951, Villahermosa, Tabasco, México) es un político tabasqueño perteneciente al Partido Revolucionario Institucional.

## Actividad partidista
Ha ocupado diversos cargos en su partido, entre los que destaca la presidencia estatal del PRI que desempeñó entre 1999 y 2000.

## Experiencia legislativa
Fue elegido Diputado local, y presidente de la Gran Comisión del Congreso del Estado en la 57 Legislatura.

## Presidente Municipal
Posteriormente, en el año 2003, fue elegido Presidente Municipal de Centro (que abarca Villahermosa), cargo que desempeñó del 2004 al 2006 y en el que le dio un gran impulso a las plantas potabilizadoras de la entidad, así como emprendió una exitosa reforma del cobro del predial que si bien fue criticada en un principio, le ha traído un gran beneficio a la capital tabasqueña. 
En el 2006 participó en un cuestionado proceso interno para elegir candidato a la gubernatura del estado. 